# Фереспонд
Фереспонд је у грчкој митологији био један од сатира.

## Етимологија
Његово име се састоји од грчких речи phêr, што значи „звер“ и spondê што значи „понуда“.

## Митологија
Био је син Хермеса и Ифтиме. У индијском рату који је војевао бог Дионис, био је његов гласник, као и његова браћа Лик и Проном. Нон у „Дионисијаки“ га је описао као брзог попут ветра и паметног.